# Narendra Modi Stadium
Das Narendra Modi Stadium, allgemein bekannt als Motera Stadium, ist ein Cricket-Stadion im Stadtviertel Motera der indischen Stadt Ahmedabad im Bundesstaat Gujarat. Mit 132.000 Plätzen ist es das derzeit größte Stadion der Welt. Es trug bis 2021 den Namen des indischen Politikers, Widerstandskämpfers und Staatsmanns Sardar Vallabhbhai Jhaverbhai Patel (1875–1950). Am 24. Februar 2021 erhielt es den Namen Narendra Modi Stadium, nach dem früheren Chief Minister des Bundesstaates Gujarat und amtierenden indischen Premierminister Narendra Modi.

## Ursprüngliches Stadion (1983–2015)

### Kapazität & Infrastruktur
Das ursprüngliche Stadion wurde 1983 erbaut, nachdem der indische Cricket-Verband BCCI immer wieder Probleme mit Terminierungen von Spielen im bereits existierenden Stadion gleichen Namens in der Stadt hatte. Die Anlage bot 49.000 Plätze und war ab 2006 mit einer Flutlichtanlage ausgestattet. Die beiden Wicketenden waren das Adani- und das GMDC-End.

### Internationales Cricket
Das erste Test-Match in diesem Stadion fand im November 1983 zwischen Indien und den West Indies statt. Seitdem war es Spielstätte zahlreicher internationaler Begegnungen. Das erste One-Day International wurde hier im Oktober 1984 zwischen Indien und Australien ausgetragen. Zuvor wurde das erste ODI in Ahmedabad im Sardar Vallabhbhai Patel Stadium, das sich in Navrangpura befindet, ausgetragen. Beim Cricket World Cup 1987 und beim Cricket World Cup 1996 wurde in dem Stadion jeweils ein Vorrundenspiel, beim Cricket World Cup 2011 zwei Vorrundenspiele und ein Viertelfinale hier ausgetragen. Highlights waren das Erreichen von 10.000 Runs von Sunil Gavaskar im Rahmen der Tour Pakistans in der Saison 1986/87, der als erster Spieler diese Marke erzielen konnte, und die Aufstellung des damaligen Weltrekordes durch Kapil Dev, der hier 1994 gegen Sri Lanka sein 431. Karriere-Wicket erzielte und damit den Neuseeländer Richard Hadlee überholte. Auch wurden hier zwei Vorrundenspiele des ICC Champions Trophy 2006 ausgetragen.
Das letzte internationale Spiel wurde in dem Stadion im November 2014 zwischen Indien und Sri Lanka ausgetragen. Die Abbrucharbeiten begannen am 10. September 2015.

### Nationales Cricket
Im nationalen indischen Cricket ist es das Heimstadion von Gujarat. In der Saison 2010 und 2014 war es Heimstätte der Rajasthan Royals in der Indian Premier League.

## Neubau (2017–2020)

### Konstruktion
Der vom Architektenbüro Populous entworfene Neubau auf dem Grund der alten Spielstätte wurde nach rund drei Jahren im Februar 2020 eröffnet. Mit 132.000 Plätzen löst es den Melbourne Cricket Ground (100.024 Plätze) als größtes Cricketstadion der Welt ab. Der Neubau verfügt über eine Cricket-Akademie mit Wohnungen für 40 Sportler, sechs Hallen-Übungsplätze sowie drei Freiluft-Flächen. Im Stadion befinden sich vier Umkleidekabinen, neue V.I.P.- und Hospitality-Angebote sowie ein Schwimmbecken mit Olympischen Maßen. Der kreisrunde Bau besitzt zwei Ränge, die nahezu gleich groß und komplett mit Sitzplätzen ausgestattet sind. Der Unterrang bietet 56 Sitzreihen und der Oberrang verfügt über 47 Sitzreihen. Die Haupttribüne ist mit 10.000 Premium-Sitzen inklusive 76 Logen ausgestattet.

### Eröffnung

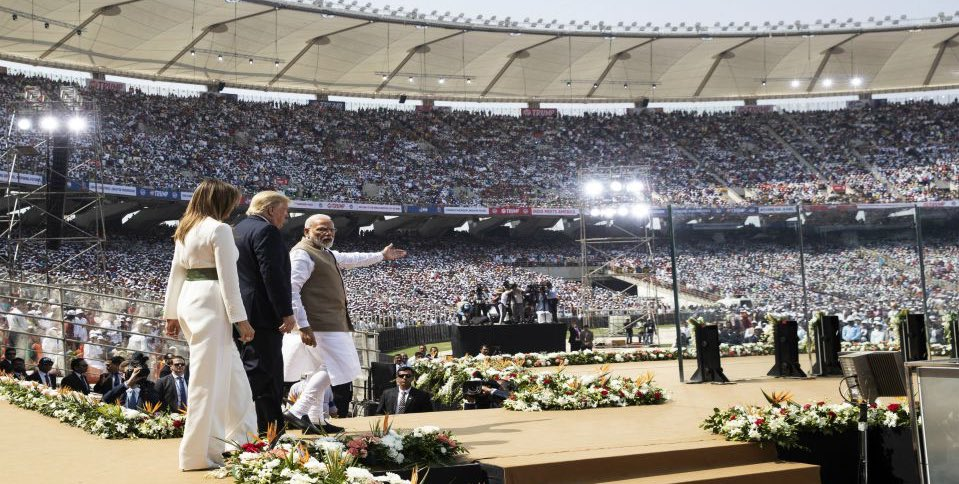
Der indische Premierminister Narendra Modi und US-Präsident Donald Trump mit Ehefrau Melania bei der Eröffnungsveranstaltung am 24. Februar 2020

Bei der Eröffnung sprachen vor über 100.000 Besuchern der indische Premierminister Narendra Modi und der US-Präsident Donald Trump, der extra für die Veranstaltung anreiste.

### Internationales Cricket
Als erstes internationales Spiel war eine Partie der Sheikh Mujibur Rahman Centenary Matches 2020 zwischen einer Asien- und einer Weltauswahl geplant, jedoch wurden beide Partien in Dhaka ausgetragen, da das Stadion nicht rechtzeitig fertiggestellt wurde. Des Weiteren finden im Stadion der dritte und vierte Test und fünf Twenty20 der Tour Englands in Indien 2020/21 statt, darunter ein Tag-Nacht-Test. Das Finale des Cricket World Cup 2023 zwischen Australien und dem Gastgeber Indien wurde im Narenda Modi Stadium ausgetragen, wobei die Australier ihren sechsten Titel gewannen.